# 존 스토트

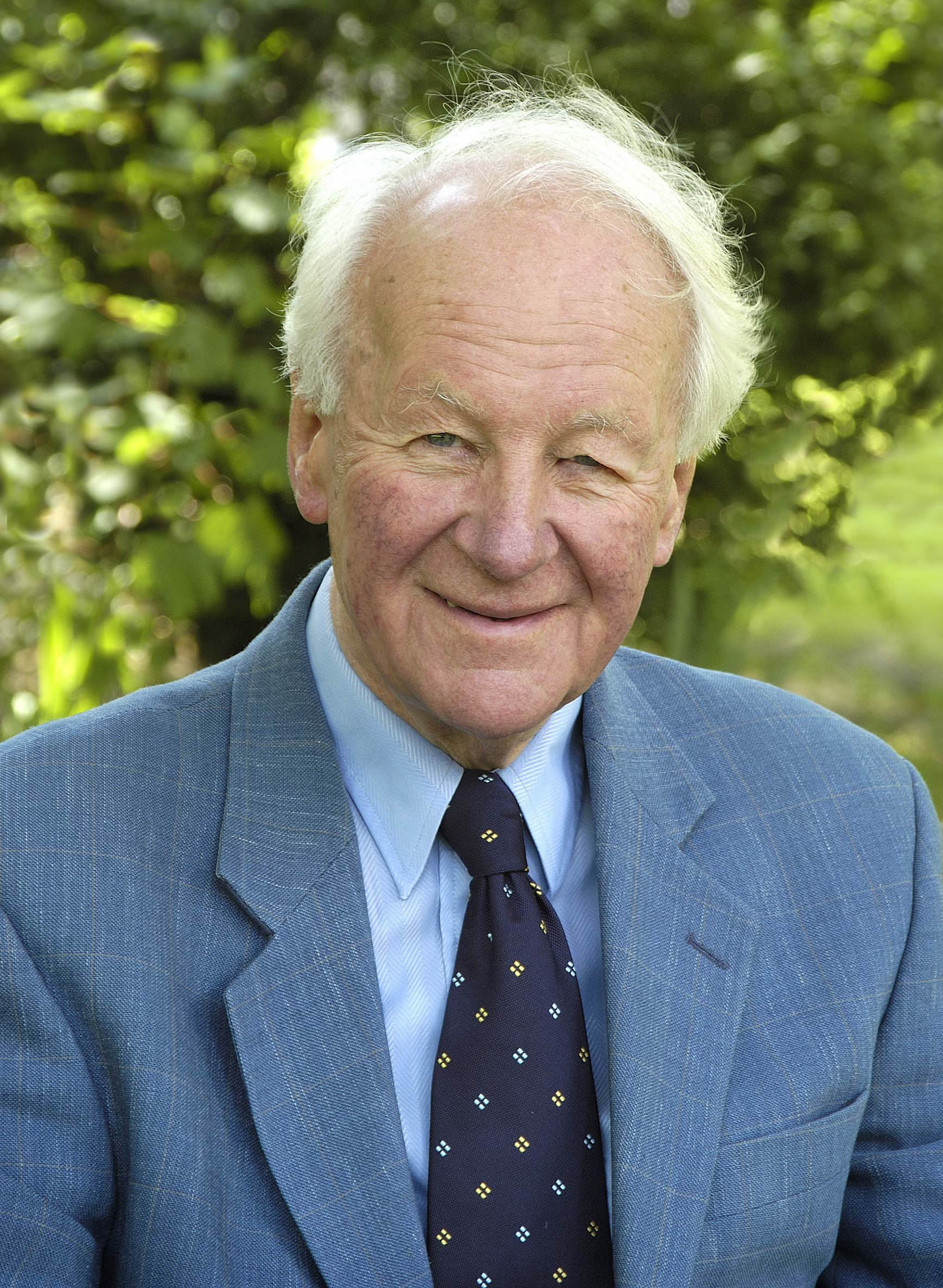
존 스토트

존 로버트 웜즐리 스토트(Rev. John Robert Walmsley Stott, 1921년 4월 27일 ~2011년 7월 28일 오후 3시 15분 경)는 성공회 사제로 세계적으로 알려진 기독교 복음주의 운동의 거장이다.

## 경력

### 양심적 병역
존 스토트 사제는 제2차세계대전 때에 양심적 병역거부를 주장하였다. 해군 대령인 부친과 다툼이 있었지만, 그리스도의 복음이 제일 중요하다고 생각하여 양심적 병역거부를 주장했다.1942년 성공회 사제가 되면서 병역이 면제되었다.

### 목회
존 스토트는 외교관을 하려고 했지만 열 일곱살에 회심하면서 성직자로 꿈이 바뀌었다. 1942년 성공회 사제 서품을 받았으며, 런던의 제령교회(All Soul's Church)와 성 바르나바교회(St.Barnaba Church)에서 사목하였다. 제령교회 명예사제로 소임을 다했으며, 2011년 7월 27일 향년 90세의 나이로 소천했다.

### 대중적 복음주의
존 스토트 사제 성공회의 대표적인 복음주의 신학자로 불리고 있으며, 그 외 성공회 복음주의 신학자로는 앨리스터 맥그래스 신부(Rev. Alister Mcgrath)가 있다.1974년에는 로잔 회의에 참여하여 로잔언약 초안작성위원장으로 활동하였다. 존 스토트는 대중적인 복음주의 신학자로 불리는데, 인권 등의 시사적 주제들에 대해 기독교사상으로써 해석을 하기 때문이다.

## 저서
- 《동성애 논쟁》(홍성사)
- 《오직 한 길》(아가페)
- 《예수님이 원하시는 교회》(두란노)
- 《그리스도의 십자가》
- 《살아있는 교회》
- 《진정한 기독교》
- 《현대 사회문제와 그리스도인의 책임》(IVP)
- 《제자도》(원제는 Radical, IVP)
- 《성령 세례와 충만》
- 새, 우리들의 선생님(생명의말씀사)
- Between Two Worlds; The Challenge of Preaching Today(1982)
- 현대사회 문제와 그리스도인의 책임

## 같이 보기
- 성공회